# Pemphigus siphunculatus
Pemphigus siphunculatus är en insektsart. Pemphigus siphunculatus ingår i släktet Pemphigus och familjen långrörsbladlöss. Inga underarter finns listade i Catalogue of Life.